# De Kovel
De Kovel is een tijdschrift dat voortkomt uit een samenwerkingsverband tussen Vlaamse en Nederlandse abdijen en priorijen van Benedictijnen en Cisterciënzers. Het tijdschrift verschijnt vijf keer per jaar. Voluit heet het De Kovel - Monastiek Tijdschrift voor Vlaanderen en Nederland, waarbij de naam verwijst naar de kovel, het typische kledingstuk dat door de kloosterlingen in hun gebedstijden wordt gedragen.
In januari 2008 werd het eerste nummer uitgegeven als voortzetting van het stopgezette tijdschrift Monastieke Informatie. De Kovel kent een bredere doelstelling dan zijn voorganger omdat het ook een lekenpubliek wil aanspreken en dus niet exclusief gericht is op kloosterlingen van de betrokken ordes. Daarom zijn er zowel in de kernredactie als de bredere redactieraad enkele leken opgenomen, die samen met de monniken en monialen het tijdschrift vormgeven. De huidige hoofdredacteur is Dirk Hanssens (o.s.b.), monnik van de Abdij van Keizersberg te Leuven.
Sinds de aanvang heeft het tijdschrift een gelijkaardige opbouw, met enkele korte nieuwsberichten over wel in wee in de betrokken kloosterordes, een reeks thema artikels rond het geselecteerde thema, enkele vast rubrieken of een los artikel, boekrecensie en een agenda met activiteiten rond het monastieke leven. 